# Samstag abend in unserer Straße
Samstag abend in unserer Straße ist das vierte Studioalbum von Peter Maffay. Erstmals mischte er hier Rockmusik mit Schlager-Elementen. Es erschien 1974 über Teldec.

## Entstehungsgeschichte
1974 kommt es bei Peter Maffay zu einem radikalen Stilwechsel. Als Schlager-Interpret bereits etabliert, hatte Maffay Probleme mit seinem Management, die ihm im Stile des Managements von Roy Black oder Freddy Quinn jeden Schritt vorgeben wollten und über Musikstil und Inhalt der Texte bestimmen wollten. Um sich von diesen Zwängen zu befreien, trennte Maffay sich zunächst von seinem Entdecker und Stammproduzenten Michael Kunze. Zusammen mit der Rockband 18 Karat Gold und später Sahara tourte er durch Jugoslawien und Deutschland. Als neuen Manager nahm Maffay Michael Conradt. Dieser ließ Maffay die Freiheit, die er benötigte. Als Texter und Songwriter für das nächste Album konnten Christian Heilburg (eigentlich Gregor Rottschalk), Michael Holm und Hans-Ulrich Weigel gewonnen werden. Auch die Studiomusiker wurden ausgetauscht. Dies waren nun Thor Baldursson, die Gitarristen Ingo Kramer und Thomas Schiedel, der Bassist Paul Cameron, die alle aus Berlin stammten, sowie der Engländer Martin Harrison.
Samstag abend in unserer Straße wurde im Sommer/Herbst 1974 in den Münchner Musicland Studios und im Berliner Hansa-Tonstudio aufgenommen. Produziert wurde das Album von Joachim Heider.

## Titelliste

### A-Seite
1. Samstag abend in unserer Straße (Peter Maffay, Christian Heilburg) – 4:14
2. Rock ’n’ Roll Baby (Maffay, Heilburg) – 2:55
3. Sandy (Maffay, Hans-Ulrich Weigel, Joachim Heider) – 3:15
4. Wann kommt der Morgen (Maffay, Michael Holm) – 3:18
5. Einer muss gehen (Maffay, Weigel, Heider) – 4:15
6. Sonne und Erde (Heider) – 4:14

### B-Seite
1. Liebe, tief wie das Meer (Maffay) – 4:05
2. Ich bleibe in Jackson (Maffay, Joachim Relin) – 3:23
3. Du, heute bin ich noch frei (Maffay, Holm) – 4:03
4. Mein Weg zu Dir (Maffay) – 3:49
5. Wildes Mädchen (Heider) – 3:16
6. Flamingo Land (Maffay, Heider) – 2:59

Eine CD-Version erschien 1987, ebenfalls über Teldec. Eine Wiederveröffentlichung erfolgte am 7. Juni 1993.

## Musikstil
Das Album Samstag abend in unserer Straße ist das erste, bei dem Maffay Rockmusik mit Schlager vermischt. Neben starken Rock-Einflüssen sind auch Country-Einflüsse hörbar. Flamingo Land dagegen verwendet Einflüsse aus der Surfmusik und erinnert leicht an die Beach Boys.

## Erfolg
Die musikalische Umorientierung sorgte bei Peter Maffay zunächst für Erfolgseinbußen. Die erste Single Einer muss gehen floppte und verkaufte sich gerade 28.000 mal. Die Single wurde im Juni, vor Veröffentlichung des Albums, in der ZDF-Hitparade aufgeführt. Jedoch gelangte der Titelsong, der ebenfalls ausgekoppelt wurde, auf Platz 20 der Single-Charts. Insgesamt verkaufte Maffay etwa 40.000 Exemplare des Albums.